# Strangford
Strangford (irsky Baile Loch Cuan, ve staré norštině Strangr-fjǫrðr) je malá obec v districtu Newry, Mourne and Down v hrabství Down v Severním Irsku. Strangford má zásadní strategický význam jako přístav lodních spojů přes Strangfordskou úžinu z poloostrova Lecale (irsky Leath Cathail) na poloostrov Ards.

## Původ názvu
Původní pojmenování ve staré norštině Strangr-fjǫrðr znamená doslova "silný fjord". Toto pojmenování, pocházející od vikingských mořeplavců, charakterizovalo silné mořské proudy, pronikající při přílivu a odlivu Strangfordskou úžinou z Irského moře do Strangfordské zátoky a zpět.

## Geografická poloha
Strangford se nachází na malém poloostrově na jihovýchodním konci Strangfordské zátoky.

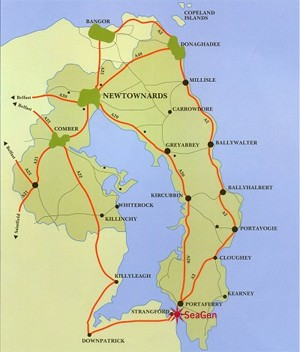
Mapka Strangfordské zátoky s označením Strangfordu a přílivové elektrárny SeaGen

Od velkého poloostrova Ards (z irského pojmenování území Aird Uladh, tj. poloostrov obyvatel Ulsteru) jej odděluje v těchto místech cca 1 km široká a celkem asi 4,5 km dlouhá Strangfordská úžina. Nadmořská výška zástavby v obci se pohybuje zhruba v rozmezí od 1 do 20 metrů.
Strangford leží v chráněné krajinné oblasti Strangford & Lecale AONB (Area of Outstanding Natural Beauty - doslova "oblast mimořádné přírodní krásy").

## Historie
Strangfordská úžina je místem, o kterém se traduje, že tudy v roce 432 proplul do Strangfordské zátoky a poté proti proudu řeky Quoile dále do Irska svatý Patrik. Strangford jako strategický bod je spojován se jménem krále Magnuse (Bosého) Olafssona (Magnus III. Norský), který v letech 1099 - 1103 měl titul "král ostrova Man a severních ostrovů" a který si na tomto místě po nezdařeném pokusu o dobytí Ulsteru vybudoval opěrný bod pro své vojsko. Hrad Strangford Castle v podobě obytné a obranné věže, který se nachází v centru obce, pochází z druhé poloviny 16. století podobně jako okolní hrady Portaferry, Quoile a Mahee Tato třípatrová stavba byla renovována v 60. letech 20. století a je na seznamu památkově chráněných objektů v Severním Irsku.
Ve zprávě generálního výběrčího cel z roku 1637 figuruje Strangford mezi ulsterskými přístavy z hlediska významu na čtvrtém místě po Carrickfergusu, Bangoru a Donaghadee.
Asi 1 km vzdušnou čarou přes zátoku směrem na západ od Strangfordu (zhruba 2,5 km po turistické cestě podél pobřeží) se nachází zámek Ward (Castle Ward) ze 17. století. Severozápadně od zámku je archeologické naleziště Audleystownská hrobka (Audleystown Court Cairn). Zhruba 850 metrů od zámeckého areálu dále podél pobřeží směrem na severovýchod stojí na skalnaté vyvýšenině hrad Audley's Castle. Jedná se o ruiny třípatrové hradní věže, postavené v 15. století. Pro panorama přístavu Strangford je charakteristická řada georgiánských domů z 19. století, tzv. terrace.

## Přílivová elektrárna
V letech 2007 - 2008 byla v průlivu u Strangfordu vybudována přílivová elektrárna SeaGen, která byla v dané době největším komerčním zařízením tohoto druhu na světě. Elektrárna byla připojena do rozvodné sítě v červenci 2008.

## Památky a zajímavosti

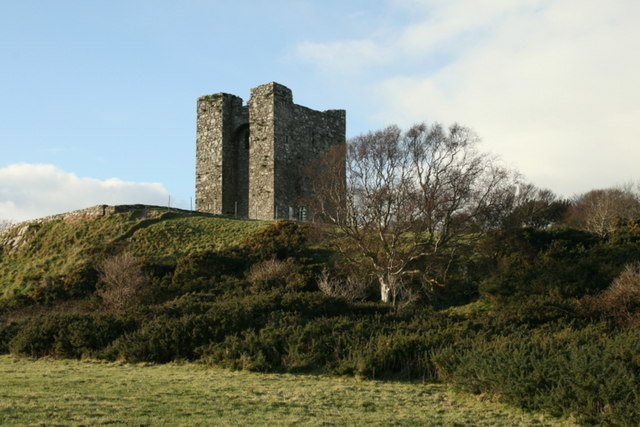
Zřícenina hradní věže Audley's castle
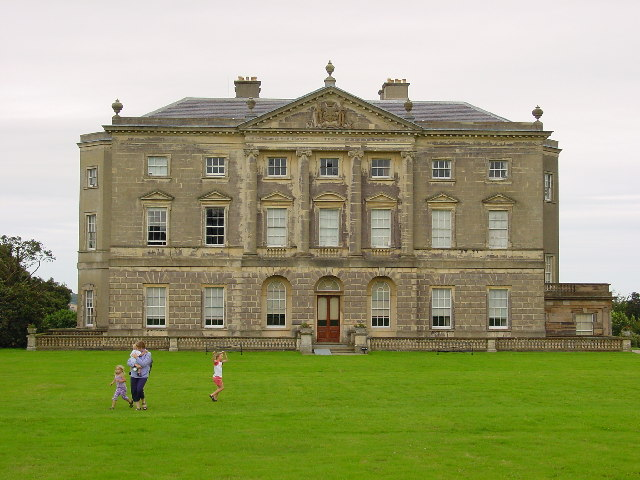
Zámek Ward na břehu Strangfordské zátoky
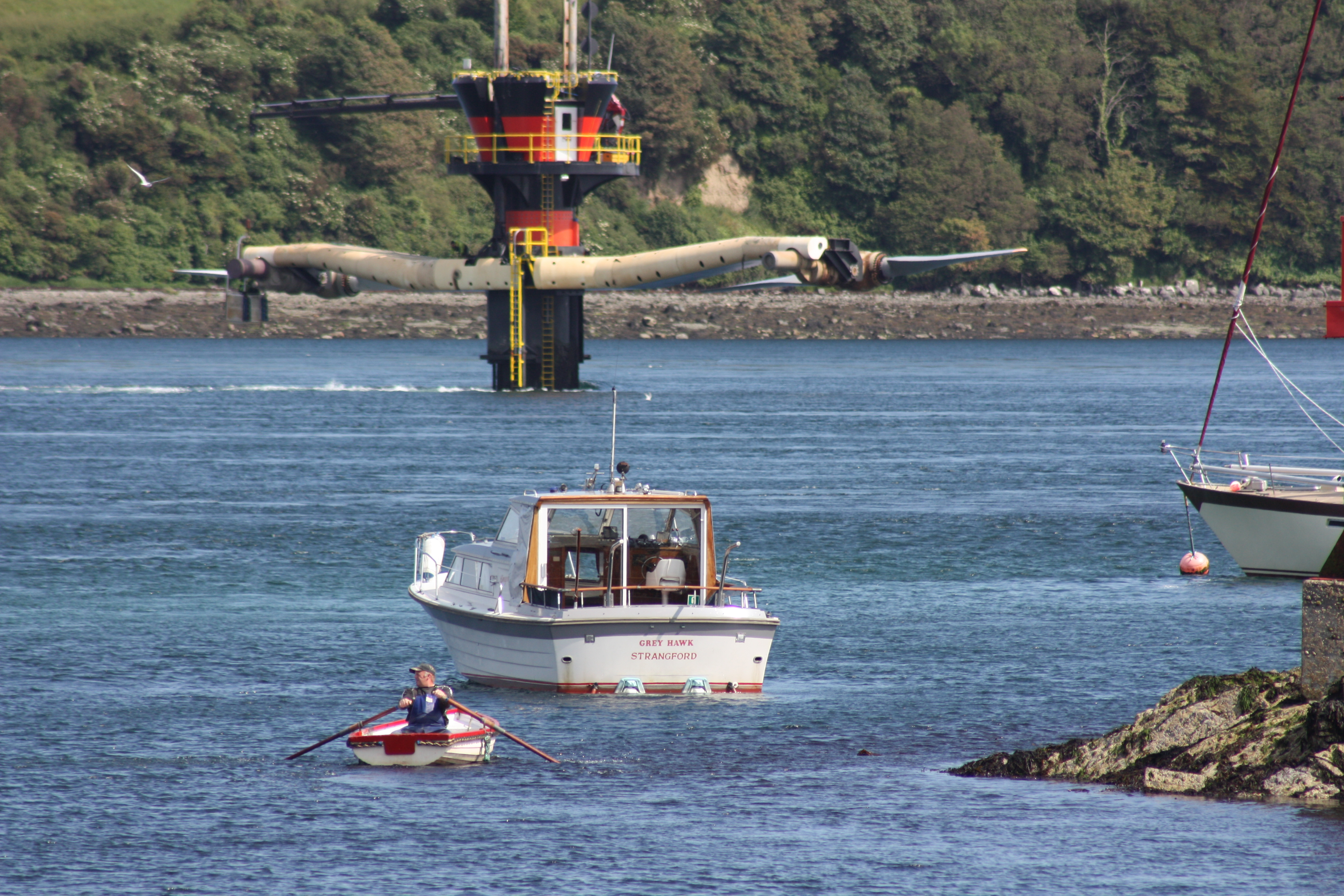
Přílivová elektrárna SeaGen
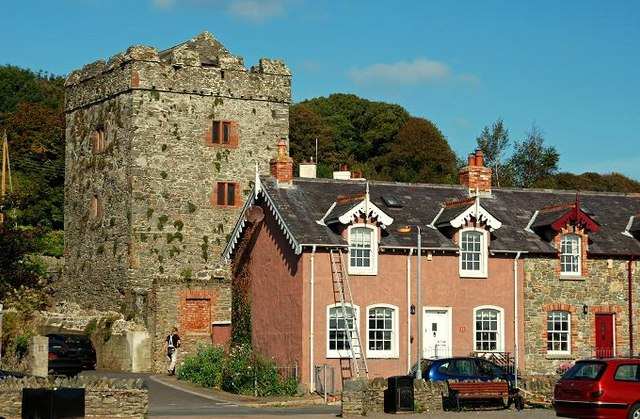
Hradní věž Strangford Castle